# Mariene provincie Juan Fernández en Desventuradas
De Mariene provincie Juan Fernández en Desventuradas (46) (Engels: Juan Fernández and Desventuradas marine province) is een biogeografische provincie en ligt in het zuidoosten van de Grote Oceaan in het Marien rijk Gematigd Zuid-Amerika. De mariene provincie is vastgesteld door het World Wide Fund for Nature en The Nature Conservancy en is vernoemd naar de Juan Fernández-archipel en de Desventuradaseilanden.
In het oosten grenst het gebied aan de mariene provincie Warme Gematigde Zuidoostelijke Stille Oceaan (45).

## Geografie
De mariene provincie ligt rond de Chileense eilandengroepen van de Juan Fernández-archipel en de Desventuradaseilanden.

## Biogeografie
Het gebied kent zeeleven dat houdt van gematigde temperaturen.

## Mariene ecoregio's
De mariene provincie bestaat uit slechts één mariene ecoregio:
- Mariene ecoregio Juan Fernández en Desventuradas (179)